# Bitka kod Marine 1657.
Bitka kod Bosiljine (današnje Marine) je bila bitka u doba osmanskih osvajanja hrvatskih krajeva pod mletačkom vlašću. 
Prema zapisima Frane Divnića, dogodila se potkraj lipnja 1657. na području današnje Marine u Hrvatskoj.

## Uvodne okolnosti
Stanovništvo hrvatskog juga pod mletačkom vlašću, svedeno na uski obalni pojas žilavo se odupiralo osmanskim osvajanjima, za razliku od Krete koju su Turci osvojili, unatoč svim mletačkim naporima.
Ova se bitke zbila tijekom Kandijskog rata između Mletaka i Osmanskog Carstva, nešto poslije bitke pod Sigetom. Osmanske snage su 1657. bezuspješno opsjele Split. To je bila najteža turska opsada Splita ikad. Osmanlije su bile naizgled pred velikim uspjehom, jer su zauzeli nedovršenu tvrđavu Gripe, no visokomotivirani Splićani, u čijim su se redovima borili i pučani i plemstvo, uz pomoć Trogirana, Bračana i Hvarana, protjerali su osmanske postrojbe sve do Rupotina iza Solina. Ovo je bio ponovljeni neuspjeh, nakon neuspješnih napada na Split 1645. godine, 1647. i 1648. Nakon toga Osmanlije su se zaputile sa svojim snagama zapadnije te su se utaborile kod Bosiljine (Marine). Izbor Bosiljine kao ratnog cilja bio je na nagovor vojnog uglednika Ahmed-age Omerbašića, sinovca Alage koji je bio kapetan Kamena, u želji za osvećivanjem sina Mustafe koji je poginuo u jednom napadu na Bosiljinu. Bosanski paša Seid Ahmet ga je poslušao.
Marina je bila malo selo, dio trogirske komune, a obilovala je hranom.

## Snage
Osmanske je snage vodio bosanski paša Seid Ahmet. Postrojbe je činilo 2000 konjanika, 10.000 pješaka i topništvo, što je nezapamćeno veliki broj napadača.
Opsjednuta Bosiljina (Marina) imala je samo 1000 stanovnika. Od fortifikacijskih objekata, u Bosiljini (Marini) postojala je biskupska kula (kaštil) na otočiću i citadela. Oko citadele bio je bedem. U obranu su se uključili svi stanovnici, a predvodio ih je kapetan Jakov Jerković i njegovi sinovi.
Marinjanskom pozivu u pomoć nije se odazvao nijedno od okolnih mjesta kojima su se obratili, osim Drvenčana (Drvenik Veliki i Drvenik Mali), kojih je došla jedna četa od nešto preko 30 ljudi. Na mletačku potporu nisu se mogli uzdati, jer Mlečani nisu mogli brinuti se za obraniti svoje posjede na hrvatskom jugu, nego su nastojali privući prebjega iz susjedstva pod osmanskom vlašću. Odsječeni stanovnici Bosiljine nisu mogli računati na to. Tako su se na jednoj strani našli Marinjani i Drvenčani, a na drugoj osmanske postrojbe.

## Tijek borbe
Opkoljenoj Marini osmanske su snage poslale glasnika preko kojega su zatražili da se Marina preda. Bosiljini (Marinjani) su odbili zahtjev. Sutradan je uslijedio topnički pripremni napad i nakon njega sveopći napad osmanskih postrojba. Borba je trajala tjedan dana. Mjesto su branili svi, i muškarci i žene. Žene (njih 30) su se borile preodjevene u muškarce. Istakle su se junaštvom tri žene, osobito Jela Marunova. Jela Marunova je otišla sabotirati turske postojbe. Došla je do osmanskog arsenala koji je bio pun baruta i streljiva. Potpalila ga je, a strašnoj eksploziji nije uspjela pobjeći te je u ovom pothvatu izgubila život.
Izvori bilježe da se je te 1657. odvila i pomorske bitka ispred Bosiljine, u kojoj je zapovjednik Mletačke Republike bio Ivan Krstitelj Benzon, prvi guvernatur Vranjica, Klisa, Kamena, Stobreča i Strožanca, koji je za pokazano junaštvo u Kandijskom ratu bio nagrađen.

## Ishod borbe
Tijekom borba s osmanskim snagama, Marina je izgubila većinu svog stanovništva. Borbe su trajale tjedan dana. Poginulo je više od 300 branitelja (muškaraca i žena), uključujući i zapovjednika Jakova Jerkovića te njegove sinove. Svi Drvenčani koji su priskočili u pomoć poginuli su na bojnom polju. Više od 300 osoba (starci, žene i djeca) zarobljeno je i odvedeno u ropstvo u Bosnu. Zarobljeni se više nikad nisu vratili u svoj kraj. Preživjelih je bilo manje od 400. Dio se sklonio u obližnji Trogir, a ostali su se spasili bijegom u okolicu. Dio stanovnika poginuo je pri bijegu. Koludrice sv. Petra iz uvale Poljica kod Marine bježale su pred Turcima put Trogira. Uvidjele su da ne će moći umaknuti Turcima, a da im ne bi pale žive u ruke, skočile su s velikog kamena u more i utopile se.
Osmanski napadači oskvrnuli su tijelo zapovjednika obrane Marine. Srce kapetana Jerkovića proboli su na koplje i postavili na seoski trg, a svima (i Hrvatima i Turcima) poginulima u borbi, odrubili su glave.
Osmanlije su pobjedu izvojevali uz goleme gubitke. Ljeta iste godine opsjeli su Kotor, a opsadu je opet vodio bosanski paša.
Od dana velike bitke datira prisno prijateljstvo Drveničana s Marinjanima, koje traje do danas.